# Natasha Lyonne
Natasha Lyonne, all'anagrafe Natasha Bianca Lyonne Braunstein (New York, 4 aprile 1979), è un'attrice statunitense.

## Biografia
Natasha Lyonne nasce a New York il 4 aprile del 1979, seconda di due figli di Aaron Braunstein, un promotore d'incontri di pugilato, pilota automobilistico e personaggio radiofonico statunitense di origine ebraica, imparentato alla lontana con il fumettista Al Jaffee, e di Ivette Buchinger, una casalinga statunitense nata a Parigi, in Francia, da genitori ungheresi di origine ebraica, entrambi superstiti dell'Olocausto.
Cresce a Great Neck, sull'isola di Long Island (nello stato di New York), fino all'età di 8 anni, quando assieme alla propria famiglia fa aliyah in Israele, dove resterà per più di un anno e mezzo, sino al divorzio dei genitori. A seguito di ciò, Natasha e suo fratello maggiore Adam fanno ritorno negli Stati Uniti con la madre, stabilendosi a New York, nell'Upper East Side di Manhattan, dove però fa molta fatica ad integrarsi. Nella Grande Mela, frequenta la Rabbi Joseph H. Lookstein Upper School of Ramaz, una scuola privata ebraica, dalla quale sarà poi espulsa per aver spacciato marijuana all'interno dell'istituto. Si trasferirà quindi a Miami, in Florida, dove ultima gli studi presso la locale Miami Country Day School.
Resasi indipendente dalla famiglia già dall'età di 16 anni, s'iscrive, seppur per un breve periodo di tempo, presso l'Università di New York, dove studia cinema e filosofia. Durante gli anni 2000 l'attrice è stata arrestata per aver guidato in stato di ebbrezza e per vari problemi causati ai propri vicini. Nel 2005 è stata ricoverata per gravi problemi epatici e per dipendenza da eroina, contrastata poi con l'uso di metadone. Poco tempo dopo è stata ricoverata in un'altra clinica specializzata, per superare ogni dipendenza dall'alcol e dalle droghe, uscendone completamente guarita.
Ha recitato in film come American Pie (1999) e American Pie 2 (2001) nel ruolo di Jessica, la migliore amica di Vicky. Uno dei suoi primi film da protagonista è L'altra faccia di Beverly Hills del 1998. Ha interpretato il ruolo di una teenager lesbica nella commedia Gonne al bivio, insieme a Clea DuVall e anche in Kate & Leopold al fianco di Meg Ryan e Hugh Jackman. Ha anche partecipato a una puntata della terza stagione di Will & Grace.
Ha inoltre recitato nella commedia diretta da Woody Allen Tutti dicono I Love You nel ruolo Djuna, un'adolescente che racconta le strane storie amorose della sua famiglia allargata; poi ha ancora recitato in un film per TV di Jane Anderson intitolato Women (2000) dove interpreta Jeanne. Nel 2012, ha ripreso il suo ruolo di Jessica nel quarto episodio della saga originale di American Pie, chiamato American Pie: Ancora insieme nel quale si rivelerà lesbica. A partire dal 2013 ha preso parte alla serie TV Orange Is the New Black nel ruolo di Nicky Nichols grazie al quale ha guadagnato una candidatura ai Primetime Emmy Awards 2014. È co-ideatrice della serie Russian Doll (2019), nella quale interpreta la protagonista Nadia Vulvokov.

## Filmografia

### Attrice

#### Cinema
- Dennis la minaccia (Dennis the Menace), regia di Nick Castle (1993)
- Tutti dicono I Love You (Everyone Says I Love You), regia di Woody Allen (1996)
- L'altra faccia di Beverly Hills (Slums of Beverly Hills), regia di Tamara Jenkins (1998)
- Cercasi tribù disperatamente (Krippendorf's Tribe), regia di Todd Holland (1998)
- Detroit Rock City, regia di Adam Rifkin (1999)
- American Pie, regia di Paul e Chris Weitz (1999)
- Gonne al bivio (But I'm a Cheerleader), regia di Jamie Babbit (1999)
- Women (If These Walls Could Talk 2), regia di Jane Anderson (2000)
- Scary Movie 2, regia di Keenen Ivory Wayans (2001)
- American Pie 2, regia di James B. Rogers (2001)
- Plan B, regia di Greg Yaitanes (2001)
- Night at the Golden Eagle, regia di Adam Rifkin (2001)
- Kate & Leopold, regia di James Mangold (2001)
- La zona grigia (The Grey Zone), regia di Tim Blake Nelson (2001)
- Time X - Fuori tempo massimo (ZigZag), regia di David S. Goyer (2002)
- Party Monster, regia di Fenton Bailey (2003)
- Piccole bugie travestite (Die, Mommie, Die!), regia di Mark Rucker (2003)
- Madhouse, regia di William Butler (2004)
- Blade: Trinity, regia di David S. Goyer (2004)
- The Immaculate Conception of Little Dizzle, regia di David Russo (2009)
- 13 - Se perdi... muori (13), regia di Géla Babluani (2010)
- 4:44 - Ultimo giorno sulla terra (4:44 Last Day on Earth), regia di Abel Ferrara (2011)
- American Pie: Ancora insieme (American Reunion), regia di Jon Hurwitz e Hayden Schlossberg (2012)
- Imogene - Le disavventure di una newyorkese (Girl Most Likely), regia di Shari Springer Berman e Robert Pulcini (2012)
- G.B.F., regia di Darren Stein (2013)
- SWOP: I sesso dipendenti (Sleeping with Other People), regia di Leslye Headland (2015)
- Addicted to Fresno, regia di Jamie Babbit (2015)
- Hello, My Name Is Doris, regia di Michael Showalter (2015)
- Yoga Hosers - Guerriere per sbaglio (Yoga Hosers), regia di Kevin Smith (2016)
- The Intervention, regia di Clea DuVall (2016)
- Jack Goes Home, regia di Thomas Dekker (2016)
- La festa delle fidanzate (Girlfriend's Day), regia di Michael Stephenson (2017)
- Handsome: Un giallo netflix, regia di Jeff Garlin (2017)
- A Futile and Stupid Gesture, regia di David Wain (2018)
- Show Dogs - Entriamo in scena (Show Dogs), regia di Raja Gosnell (2018)
- Honey Boy, regia di Alma Har'el (2019)
- Ad Astra, regia di James Gray (2019)
- Irresistibile (Irresistible), regia di Jon Stewart (2020)
- Gli Stati Uniti contro Billie Holiday (The United States vs. Billie Holiday), regia di Lee Daniels (2021)
- Glass Onion: Knives Out (Glass Onion: A Knives Out Mystery), regia di Rian Johnson (2022) - cameo
- His Three Daughters, regia di Azazel Jacobs (2023)
- I Fantastici Quattro - Gli inizi (The Fantastic Four: First Steps), regia di Matt Shakman (2025)

#### Televisione
- Will & Grace – serie TV, episodio 3x04 (2000)
- Night Visions - serie TV, episodio 1x06 (2001)
- I Finnerty (Grounded for Life) - serie TV, episodio 2x16 (2002)
- Una banda allo sbando (The Knights of Prosperity) - serie TV, episodio 1x10 (2007)
- New Girl - serie TV, episodio 1x03 (2011)
- Law & Order - Unità vittime speciali (Law & Order: Special Victims Unit) – serie TV, episodio 13x08 (2011)
- Weeds – serie TV, 2 episodi (2012)
- Orange Is the New Black – serie TV (2013-2019) 65 episodi
- Girls - serie TV, episodio 4x01 (2015)
- Portlandia - serie TV, 5 episodi (2015-2018)
- Russian Doll – serie TV (2019-in corso)
- RuPaul's Drag Race – reality show, episodio 11x09 (2019)
- Poker Face (2023)

### Doppiatrice
- Steven Universe – serie animata, 4 episodi (2016, 2019)
- I Simpson (The Simpsons) – serie animata, episodi 28x10-30x17-31x06 (2016, 2019)
- Animals. – serie animata, episodio 3x05 (2018)
- Big Mouth – serie animata, 6 episodi (2018-2021)
- Ballmastrz: 9009 – serie animata, 20 episodi (2018-2020)
- DC League of Super-Pets, regia di Jared Stern (2022)
- What If...? – serie animata, 2 episodi (2024)

## Riconoscimenti
- Premio Emmy
  - 2014 - Candidatura alla miglior attrice guest in una serie commedia in Orange Is the New Black
  - 2019 - Candidatura alla miglior serie commedia per Russian Doll
  - 2019 - Candidatura alla miglior attrice protagonista in una serie commedia per Russian Doll
  - 2019 - Candidatura alla miglior sceneggiatura in una serie commedia per Russian Doll (per l'episodio Niente in questo mondo è facile)
  - 2023 - Candidatura alla miglior attrice protagonista in una serie commedia per Poker Face

- Gotham Independent Film Awards
  - 2024 – Candidatura per la miglior interpretazione non protagonista per His Three Daughters[10]

## Doppiatrici italiane
Nelle versioni in italiano delle opere in cui ha recitato, Natasha Lyonne è stata doppiata da:
- Eleonora De Angelis in American Pie, American Pie 2, American Pie: Ancora insieme
- Letizia Ciampa in Orange Is the New Black, Handsome: un giallo Netflix
- Barbara De Bortoli in Will & Grace, Show Dogs - Entriamo in scena
- Domitilla D'Amico in Time X - Fuori tempo massimo, Gonne al bivio
- Laura Facchin in His Three Daughters, I Fantastici Quattro - Gli inizi
- Guendalina Ward in Ad Astra
- Selvaggia Quattrini in Russian Doll
- Rossella Acerbo in A Futile and Stupid Gesture
- Alessandra Chiari in Yoga Hosers - Guerriere per sbaglio
- Claudia Pittelli in SWOP: I sesso dipendenti
- Cristina Boraschi in Blade: Trinity
- Antonella Giannini in Kate & Leopold
- Monica Bertolotti in Scary Movie 2
- Laura Lenghi in Detroit Rock City
- Chiara Colizzi in L'altra facciata di Hollywood
- Ilaria Stagni In Tutti dicono I Love You
- Tatiana Dessi in Glass Onion: Knives Out

Da doppiatrice è sostituita da
- Monica Vulcano in Big Mouth
- Monica Bertolotti in Steven Universe (1a voce)
- Letizia Ciampa in Steven Universe (2a voce)
- Emanuela Rossi in Robots
- Marina Tagliaferri in DC League of Super-Pets
- Alice Venditti in What If...?
- Ughetta d'Onorascenzo in Troppo cattivi 2